# Estercuel
Estercuel ist eine Gemeinde in der Provinz Teruel in der Autonomen Region Aragón in Spanien. Sie liegt in der Comarca Andorra-Sierra de Arcos und hatte 2024 203 Einwohner. 

## Lage
Estercuel liegt etwa 68 Kilometer (Luftlinie) in nordnordöstlicher Richtung von der Provinzhauptstadt Teruel und etwa 88 Kilometer (Luftlinie) südsüdöstlich von Saragossa in einer Höhe von ca. 830 m.

## Bevölkerungsentwicklung
| Jahr      | 1970 | 1981 | 1991 | 2001 | 2011 | 2021 |
| Einwohner | 630  | 423  | 423  | 314  | 265  | 207  |

Die Mechanisierung der Landwirtschaft sowie die Aufgabe bäuerlicher Kleinbetriebe und der daraus resultierende Verlust an Arbeitsplätzen haben seit der Mitte des 20. Jahrhunderts zu einer Landflucht geführt.

## Sehenswürdigkeiten
- Kloster Unser Lieben Frau von El Olivar (Monasterio de Nuestra Señora del Olivar)
- Toribiuskirche
- Märtyrerkapelle